# Night on Earth
Night on Earth is een Amerikaanse komische dramafilm uit 1991 van Jim Jarmusch. De ensemblefilm bestaat uit vijf verhalen, die zich afspelen in vijf steden, met de interactie tussen een taxichauffeur en zijn passagier als motief. 

## Verhaal

### Los Angeles
Tomboy Corky pikt Victoria Snelling op van het vliegveld. Terwijl Corky rijdt, is Victoria zaken aan het regelen via haar telefoon. Gaandeweg realiseert Victoria zich dat Corky geknipt is voor de rol waar ze een actrice voor zoekt. Corky weigert de filmrol omdat ze een toekomst als monteur ambieert.

### New York
De Oost-Duitse taxichauffeur Helmut Grokenberger krijgt de Afro-Amerikaanse jongeman YoYo als passagier. Helmut was in zijn thuisland clown van beroep, maar is als chauffeur minder geslaagd. Hij kan niet overweg met de automatische versnellingsbak en stemt erin toe dat YoYo rijdt. YoYo pikt zijn schoonzuster op en de twee schreeuwen tegen elkaar en schelden elkaar uit. Helmut, die zelf geen familie heeft, geniet van het familieleven dat hij nu ervaart.

### Parijs
Een Ivoriaanse chauffeur rijdt twee uitgelaten Kameroense diplomaten naar hun bestemming. Ze maken grappen over de chauffeur en noemen hem in plaats van Ivoirien (Ivoriaan) Il voit rien (Frans voor "hij ziet niets"). De chauffeur windt zich er steeds meer over op en zet zijn klanten uiteindelijk uit de wagen. Zijn volgende klant is een blinde vrouw. Hij wil graag van haar weten hoe het is om blind te zijn, maar hun culturele verschillen en verschillen in levenservaring maken het voor haar moeilijk om de vragen te beantwoorden. Hij blijft gefascineerd door haar en staart haar na als ze is uitgestapt en hij wegrijdt, waardoor hij een auto aanrijdt. De chauffeur daarvan vraagt hem of hij blind is.

### Rome
Een oudere priester in slechte gezondheid wordt opgepikt door een excentrieke taxichauffeur. Onderweg begint hij zijn zonden op te biechten. Hij vertelt achtereenvolgens en in detail hoe hij seks had met een pompoen, een schaap en zijn broers vrouw. De priester is gechoqueerd en sterft aan een hartaanval.

### Helsinki
Chauffeur Mika reageert op een oproep van drie dronken vrienden, van wie er een zo dronken is dat hij in slaap is gevallen. De andere twee maken voortdurend ruzie met elkaar en met Mika. Ze vertellen hem waarom hun vriend zo dronken is. Hij is die dag zijn baan en auto kwijtgeraakt, zijn vrouw vertelde hem dat ze van hem wil scheiden en zijn zestienjarige dochter bleek zwanger. Mika vertelt hen een dramatisch verhaal uit zijn eigen leven. De twee raken zo geëmotioneerd dat ze grote sympathie voor Mika krijgen en zijn niet meer geïnteresseerd in het leed van hun vriend. De twee vrienden stappen uit bij de bestemming terwijl Mika nog enige tijd voor zich uit staart. Dan maakt hij de laveloze passagier wakker en geeft hem de rekening. De passagier stapt uit en gaat op de stoep zitten. Terwijl de zon opkomt, lopen de buren langs, op weg naar hun werk.

## Rolverdeling

### Los Angeles
| Acteur        | Personage         | Rolbeschrijving |
| ------------- | ----------------- | --------------- |
| Winona Ryder  | Corky             | taxichauffeur   |
| Gena Rowlands | Victoria Snelling | passagier       |

### New York
| Acteur              | Personage           | Rolbeschrijving           |
| ------------------- | ------------------- | ------------------------- |
| Giancarlo Esposito  | YoYo                | passagier & taxichauffeur |
| Armin Mueller-Stahl | Helmut Grokenberger | taxichauffeur & passagier |
| Rosie Perez         | Angela              | passagier                 |

### Parijs
Pascal N'Zonzi ||  ||  Afrikaanse passagier
| Acteur              | Personage | Rolbeschrijving      |
| ------------------- | --------- | -------------------- |
| Isaach De Bankolé   |           | taxichauffeur        |
| Béatrice Dalle      |           | de blinde passagier  |
| Emile Abossolo M'Bo |           | Afrikaanse passagier |

### Rome
| Acteur          | Personage | Rolbeschrijving |
| --------------- | --------- | --------------- |
| Roberto Benigni | Gino      | taxichauffeur   |
| Paolo Bonacelli |           | priester        |

### Helsinki
| Acteur           | Personage | Rolbeschrijving |
| ---------------- | --------- | --------------- |
| Matti Pellonpää  | Mika      | taxichauffeur   |
| Kari Väänänen    |           | passagier       |
| Sakari Kuosmanen |           | passagier       |
| Tomi Salmela     |           | passagier       |

## Soundtrack
Het soundtrackalbum van Tom Waits werd uitgebracht in 1992 door Island Records en bevat voornamelijk instrumentale nummers.

### Lijst van nummers
1. Back in the Good Old World (Gypsy)
2. Los Angeles Mood (Chromium Descensions) (instrumentaal)
3. Los Angeles Theme (Another Private Dick) (instrumentaal)
4. New York Theme (Hey, You Can Have that Heart Attack Outside Buddy) (instrumentaal)
5. New York Mood (New Haircut and a Busted Lip) (instrumentaal)
6. Baby, I'm Not a Baby Anymore (Beatrice Theme) (instrumentaal)
7. Good Old World (Waltz)
8. Carnival (Brunello Del Montalcino) (instrumentaal)
9. On the Other Side of the World
10. Good Old World (Gypsy Instrumental)
11. Paris Mood (Un De Fromage) (instrumentaal)
12. Dragging a Dead Priest (instrumentaal)
13. Helsinki Mood (instrumentaal)
14. Carnival Bob's Confession (instrumentaal)
15. Good Old World (Waltz)
16. On the Other Side of the World (instrumentaal)